# Чекірда Гнат Петрович
Гнат Петрович Чекірда (27 січня 1920, с. Грузевиця, Хмельницький район, Хмельницька область — 29 квітня 1990) — подільський архітектор, автор численних будівель та споруд, які створили у повоєнний час архітектурне обличчя центру міста Хмельницького.

## Біографія

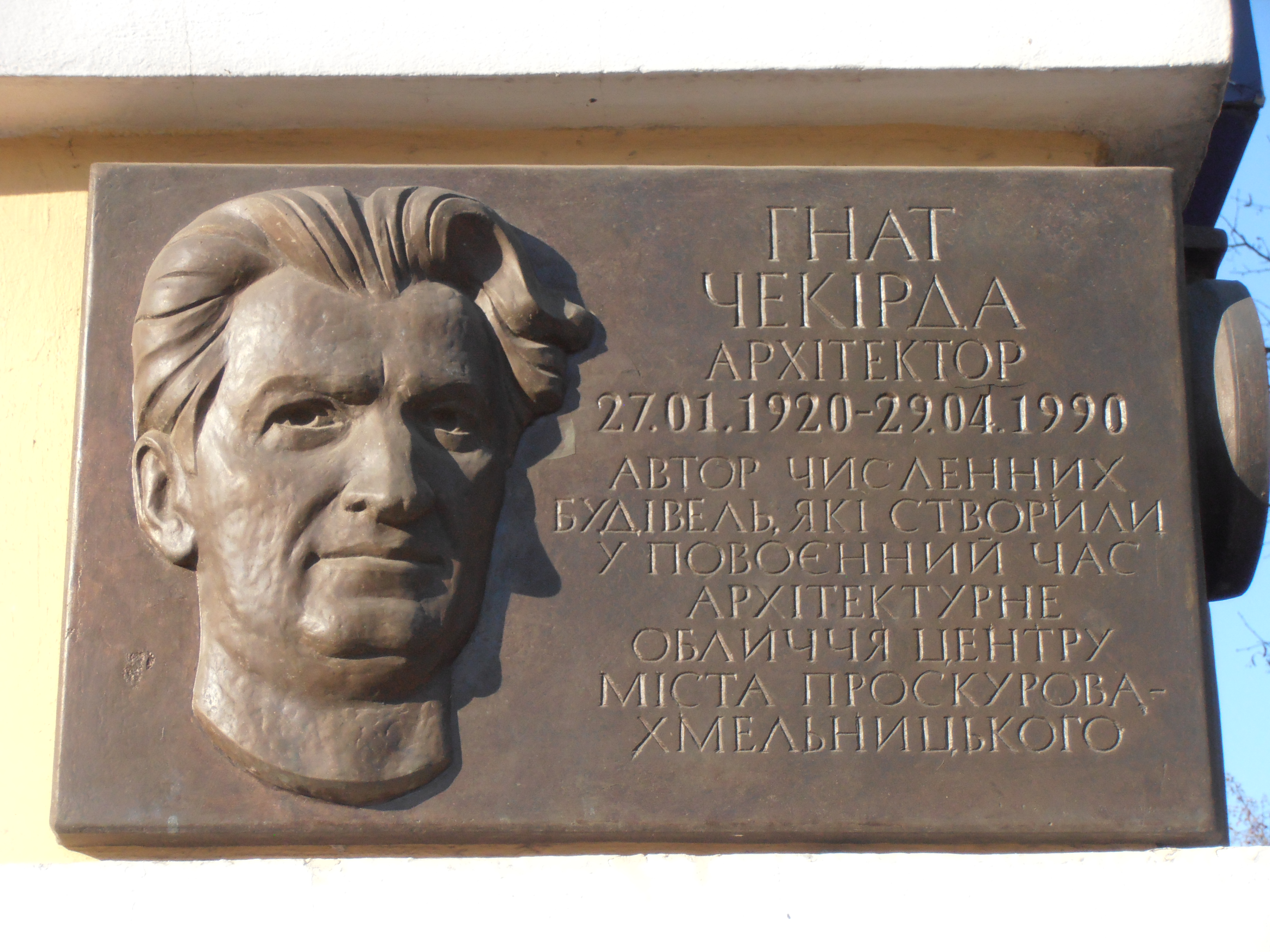
Меморіальна дошка архітектору Гнату Чекірді

Народився Гнат Чекірда 27 січня 1920 р. в с. Грузевиця на Хмельниччині у багатодітній селянській родині. Навчався у Грузевицькій початковій школі, а потім в Чорноострівській середній школі. Після закінчення школи у 1936 р. поїхав у Ворошиловградську область до м. Боково-Антрацит, де працював креслярем у будівельній організації.
В серпні 1936 р. за направленням Спілки архітекторів УРСР вступив на архітектурний факультет Харківського інженерно-будівельного інституту. Під час навчання одночасно працював техніком-архітектором у Харківському проєктному інституті «Містопроєкт», а пізніше — виконуючим обов'язки інженера-архітектора в Харківському інституті «Діпросталь».
У 1941 р. був мобілізований в армію, направлений в штаб військово-повітряних сил Київського особливого військового округу, у відділ аеродромної служби. У червні із спецзавданням перебував у одній із авіачастин у Луцьку, де 23 червня 1941 р. після важкої контузії потрапив у німецький полон. Почався довгий період фашистських концтаборів: Маутгаузен, Дахау, Бухенвальд, Равенсбрюк, каральний табір № 21 в Браушвейге, де його катували, хотіли навіть кинути у топку. Не раз пробував тікати, але спроби були марними. І лише 1 травня 1945 р. разом з іншими полоненими був визволений радянськими військами. Після лікування у військових госпіталях повернувся в Проскурів.
З листопада 1945 р. почав працювати вченим секретарем-архітектором обласного відділу архітектури Кам'янець-Подільського облвиконкому, далі став завідувачем будівельної групи «Облкомунпроєкту» та автором-архітектором в «Облсільгосппроєкті».

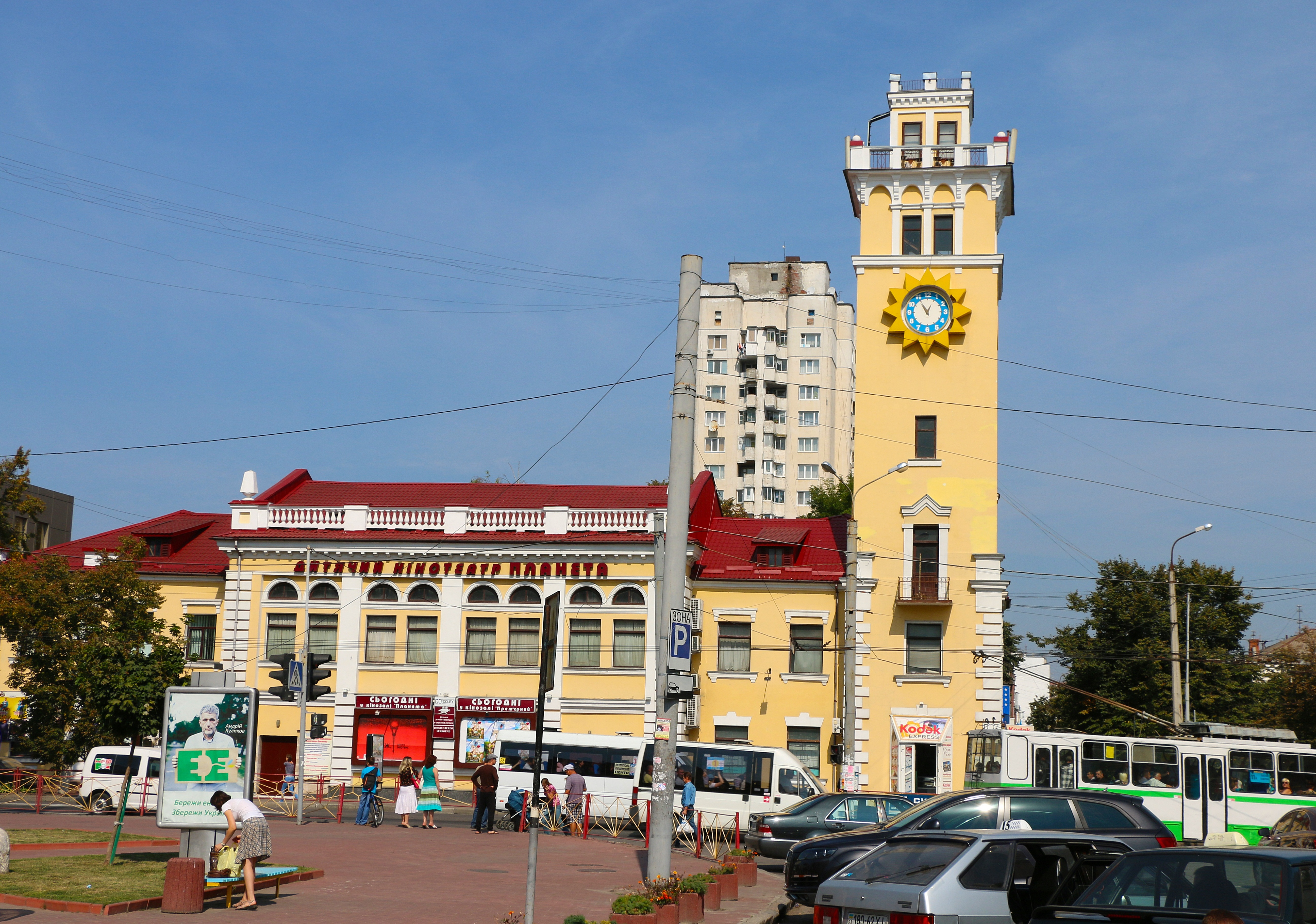
Пожежне депо середини ХХ ст.

1946-го йому дали перше серйозне завдання — зробити проєкт будівлі міської пожежної команди. Завдання молодий архітектор виконав успішно. Підтвердження тому ми бачимо сьогодні — будівля, яку вже давно не використовують пожежники, стала однією з візитівок Хмельницького та завдяки своїй архітектурі сприймається більшістю як ратуша.
З 1949 р. Гнат Петрович працював в Облпроєкті, який був реорганізований в Хмельницьку філію проєктного інституту «Діпроцивільпромбуду».
У 1962—1969 рр. заочно навчався у Київському інженерно-будівельному інституті та здобув освіту інженера-будівельника.
З 1965 р. до 1981 р. працював головним архітектором проєктів в Хмельницькому обласному відділі проєктного інституту «Укржитлоремпроєкт».
З 1976 року — член Спілки архітекторів УРСР.
Гнат Петрович був творчою, відвертою та щирою людиною. Він любив проєктувати складні архітектурні форми — театри, будинки культури. Багато його проєктів втілено в життя по всій Хмельницькій області.
26 червня 2013 р. Хмельницькою обласною організацією Національної спілки архітекторів України та виконкомом Хмельницької міської ради на фасаді кінотеатру «Планета» встановлено меморіальну дошку творцю даної будівлі — хмельницькому архітектору Гнату Чекірді.
Рішенням позачергової сорок п'ятої сесії Хмельницької міської ради № 1 від 25 вересня 2020 року присвоєно звання «Почесний громадянин міста Хмельницького» за особистий вагомий внесок у розвиток архітектури міста.

## Містобудівні проєкти
Чекірда Гнат Петрович 36 років працював і творив, проживаючи в місті Хмельницькому. Початок творчого шляху припадає на середину 40-х років. Місто не мало відповідної інфраструктури і доводилося будувати багато нових і реконструювати існуючі будівлі. Руками та талантом Гната Чекірди створено велику кількість проєктів, за якими побудовані десятки знакових для міста Хмельницького будівель і споруд:
- Будинок Рад на майдані Незалежності;
- Палац піонерів на вул. Проскурівській (тепер — театр ляльок[1]);
- будинок обласної ради профспілок;
- адмінбудинок облспоживспілки;
- готель «Жовтневий» (тепер «Прокордонник»);
- парк культури та відпочинку ім. М. Чекмана;
- будинок теплокомуненерго на вул. Іподромній;

- будинок пожежного депо (тепер кінотеатр «Планета») тощо.

Пам'ятками архітектури місцевого значення визнані будинки, що побудовано:
♦у 1952 — 1954 роках на вул. Шевченка, 33. Адміністративно-житловий будинок для управління дорожньо-експлуатаційної дільниці № 647 «Ушосдора» УРСР (на першому поверсі) та службового житла (на другому поверсі);
♦ у 1952 році на вул. Кам'янецька, 117. Будинок Ружичнянської районної ради. Зараз тут розташовується міськрайонний суд;
♦ у 1953 році на вул. Герцена, 10. Будинок для управління обласної споживчої кооперації (облспоживспілки);
♦ у 1954 році на вул. Подільській, 39. Будівля пожежного депо. Зараз тут знаходиться дитячий кінотеатр «Планета». 
У 1949 — 1952 роках на вул. Проскурівській, 46 за проєктом Гната Чекірди була проведена реконструкція особняка купця Хаїма Маранца забудови 1880 року. Після Другої світової війни особняк вирішили передати у розпорядження Палацу піонерів. Була споруджена колонада головного входу, переплановані внутрішні приміщення, влаштована глядацька зала на 300 місць, фасад прикрашений скульптурами дітей-піонерів. Зараз тут знаходиться Хмельницький академічний обласний театр ляльок «Дивень».
У 1956 році в місті побудовано Будинок Рад за проєктом київського архітектора Д. Чорновола, проєкт прив'язки — Г. Чекірди. Будинок збудований у характерному для радянської архітектури 1940 — 1950 років стилі псевдоампір, основою якого було використання форм і прийомів класики. Він має монументальний, урочистий вигляд і є одним із найкращих зразків повоєнної забудови Хмельницького. Будинок став головною домінантою центральної площі міста — Майдану Незалежності.
У 1960 році на вул. Гагаріна, 7 в місті зведений Палац культури за типовим проєктом московського архітектора К. Барташевича, проєкт прив'язки та внутрішнє оздоблення — Гната Чекірди. Зараз тут знаходиться Хмельницька обласна філармонія.